# Historiebijbel

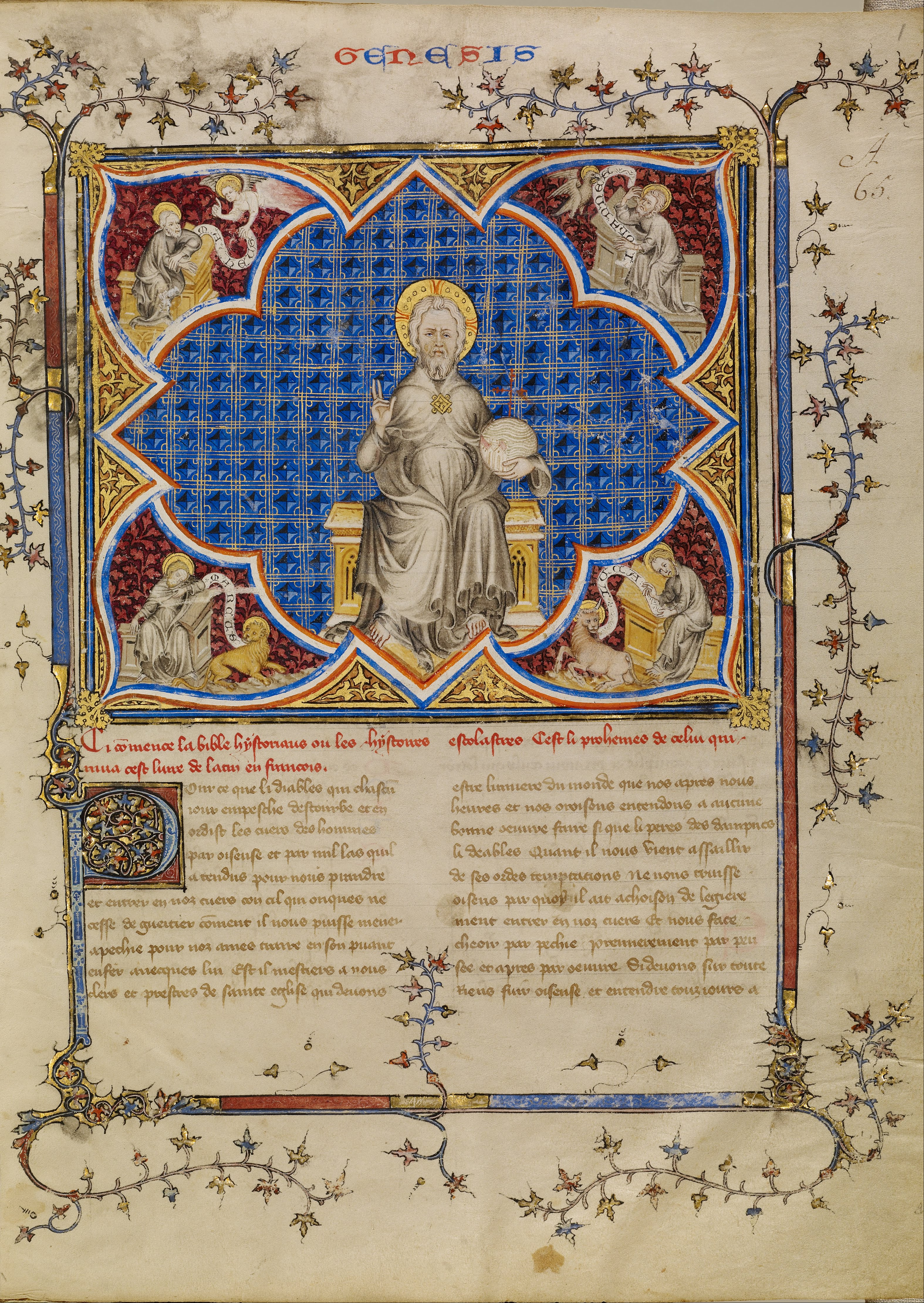
Majestas Domini, Meester van Jean de Mandeville, Historiebijbel 1350-1370, J. Paul Getty Museum, Los Angeles.

Historiebijbel is de algemene benaming voor navertellingen in proza van vooral de verhalende, "historische" boeken van de Bijbel.

## Definities
De term Historiebijbel beschrijft een scala van handschriften die sterk verschillend kunnen zijn. In bepaalde types is er geen sprake van een letterlijke Bijbelvertaling, maar veeleer van een vrije bewerking met toepasselijke aanvullingen uit profane geschiedenisboeken. Om de verhalen van de Vulgaat te vervolledigen maakte de auteur dan ook gebruik van apocriefe evangeliën en verhalen over historische personen zoals Nebukadnezar, Darius en Alexander de Grote.
De bovenstaande definitie van Historiebijbel leunt zeer dicht aan bij hetgeen Hans Vollmer in zijn uitgebreide studie van 1912 als definitie hanteerde, maar hij definieerde in functie van taal en bronnen dertien subgroepen, wat duidelijk maakt dat deze definitie vele ladingen dekt.
Er zijn ook werken die men onder dezelfde noemer catalogiseert, die wel getrouwe vertalingen van de Vulgaat zijn, geen beroep doen op apocriefe evangeliën en die verwijzingen naar de profane geschiedenis toevoegen in glossen of aparte secties, die duidelijk van de eigenlijke Bijbeltekst werden gescheiden. Dit zou men dus evengoed een geglosseerde Bijbelvertaling kunnen noemen. En dan zijn er nog alle mogelijke mengvormen, waar bijvoorbeeld een gedeelte gebaseerd is op de Vulgaat en andere delen afgeleid van de Historia Scholastica.
Eigenlijk zou men kunnen stellen dat elke vertaling van de Bijbel uit het Latijn naar een andere taal, een historiebijbel is tenzij men te maken heeft met een woord-voor-woord vertaling. Typisch is wel dat de inhoud zich beperkt tot de verhalende, geschiedkundige delen van het Oude Testament. De didactische boeken, de profeten en het Nieuwe Testament ontbreken normalerwijze. Voor de evangeliën wordt meestal een evangeliën-harmonie, eigenlijk het levensverhaal van Christus, in de plaats gesteld.

## Bekende voorbeelden
Het belangrijkste voorbeeld voor de verschillende Europese varianten van de historiebijbel was de Historia scholastica van Petrus Comestor (12e eeuw). Comestors werk verschaft een historische, geografische en chronologisch geordende achtergrond voor de Bijbelinhoud en was qua concept bedoeld voor zijn theologie-studenten. De Bijbelteksten zelf werden frequent ingekort. Voor de historische achtergrond gebruikte Comestor onder meer het werk van Flavius Josephus. Ondanks de oorspronkelijke bedoeling als encyclopedisch leerboek voor studenten, werd de Historia scholastica een van de bestsellers van de late middeleeuwen.

### Frankrijk

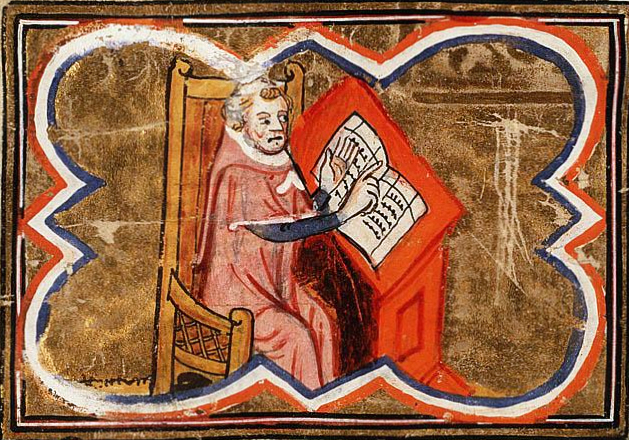
Guyart des Moulins, vertaler van Historia Scholastica van Petrus Comestor.

Een van de bekende historiebijbels is de Bible historiale van Guyart des Moulins. De Bible historiale van Guyart (of Guiard) was in de eerste plaats een getrouwe en volledige vertaling uit het Latijn van de zogenoemde historieboeken uit de Vulgaat. Hij baseerde zich wel op de tekst van Comestor voor de structurering van zijn werk in hoofdstukken en voor de glossen, maar niet voor de inhoud, want de Historia Scholastica van Petrus Comestor bevatte niet de letterlijke en authentieke tekst van de Vulgaat. Hij voegde vertalingen toe van de boeken Job, Spreuken en I en II Makkabeeën die in de Historia scholastica ontbraken.

### Nederlanden
In de tweede helft van de veertiende eeuw, tussen 1357 en 1361 vertaalde een monnik van de abdij van Herne, de zogenoemde Bijbelvertaler van 1360 de historieboeken van de Vulgaat naar het Middelnederlands. Dit was de eerste Nederlandse historiebijbel, de Zuid-Nederlandse Historiebijbel of Hernse Bijbel. Volgens recent onderzoek zou deze kartuizermonnik te vereenzelvigen zijn met Petrus Naghel, afkomstig van Aalst, en prior in de kartuis van Herne, maar dit is nog omstreden. Ook dit werk was voor de Bijbeltekst gebaseerd op de Vulgaat en voor de glossen op de Historia Scholastica en andere bronnen. De auteur maakte er trouwens zorgvuldig werk van om de glossen duidelijk van de Bijbeltekst te scheiden. Deze historiebijbel is dus eigenlijk in de eerste plaats de eerste, weliswaar geglosseerde, complete Bijbelvertaling in het Middelnederlands. De Hernse Bijbel werd trouwens gebruikt als basis voor de Delftse Bijbel die in 1477 gedrukt werd als canonieke tekst. De tekst was evenwel ontdaan van alle niet-Bijbelse toevoegingen.
De tweede Nederlandse historiebijbel is de zogenaamde Noordnederlandse historiebijbel die onafhankelijk van de Hernse Bijbel is ontstaan. Hij bevat de historische boeken van het Oude Testament met teksten over de wereldgeschiedenis en apocriefe joodse teksten. Deze historiebijbel was wel gebaseerd op de Historia scholastica van Comestor. Het eerste overgeleverde handschrift dateert van 1458, maar de tekst moet omstreeks 1400 al beschikbaar zijn geweest.
De Rijmbijbel van Jacob van Maerlant wordt meestal niet als historiebijbel beschouwd omdat hij in dichtvorm is geschreven. In het Nederlands zijn dus slechts twee historiebijbels geschreven.
Volgens een recente studie zou er mogelijk nog een derde historiebijbel in het Middelnederlands aantoonbaar zijn, waarvan echter geen (op enkele fragmenten na) handschriften zijn bewaard gebleven. Deze vroeg humanistische Bijbel zou wel zijn opgenomen in de Vorstermanbijbel gedrukt te Antwerpen in 1528. Hij werd mogelijkerwijze geschreven door Cornelius Aurelius.